# Піла-Косьцелецька
Піла-Косьцелецька (пол. Piła Kościelecka) — село в Польщі, у гміні Тшебіня Хшановського повіту Малопольського воєводства.
Населення — 665 осіб (2011).
У 1975-1998 роках село належало до Катовицького воєводства.

## Демографія
Демографічна структура станом на 31 березня 2011 року:
|          | Загалом | Допрацездатний вік | Працездатний вік | Постпрацездатний вік |
| -------- | ------- | ------------------ | ---------------- | -------------------- |
| Чоловіки | 324     | 55                 | 233              | 36                   |
| Жінки    | 341     | 66                 | 202              | 73                   |
| Разом    | 665     | 121                | 435              | 109                  |